# Историческая железная дорога

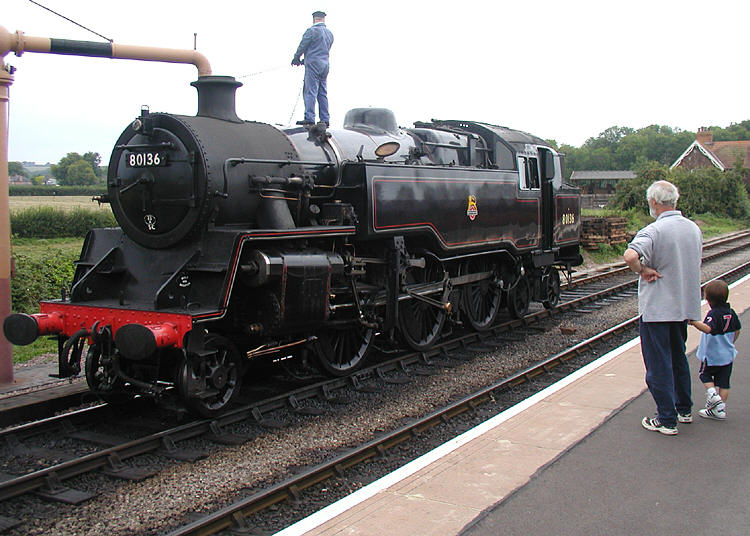
Заправка танк-паровоза водой. Сцена из жизни исторической железной дороги West Somerset Railway, Великобритания

Историческая железная дорога — своеобразный «живой» железнодорожный музей, железнодорожная линия, на которой для катания туристов используется исторический подвижной состав. В русском языке нет устоявшегося термина, обозначающего подобные учреждения. Чаще всего используются термины «музейная железная дорога», «туристическая железная дорога» и даже «заповедная железная дорога». В английском языке используется термин heritage railway, в котором heritage означает «(культурное) наследие», railway — железная дорога.
В Европе исторические железные дороги наиболее распространены в Великобритании, но они также имеются в большинстве стран континентальной Европы. Как правило, такие железные дороги обслуживаются волонтёрами, для которых это занятие — хобби, которым они занимаются в свободное от работы время. Эксплуатация обычно осуществляется в летний период, в остальное время железнодорожники-любители занимаются реставрацией и ремонтом подвижного состава и инфраструктуры.
В США, Великобритании, а также ряде других стран, кроме исторических железных дорог, есть исторические трамваи. В отличие от европейских исторических железных дорог, такие трамваи часто эксплуатируются с целью получения выгоды.

## Общая характеристика
Исторические железные дороги — это, как правило, железнодорожные линии, которые прежде использовались в коммерческих целях, но позднее были закрыты, после чего они были вновь введены в эксплуатацию некоммерческими обществами или коммерческими организациями. Трассы многих таких дорог уже не соединяются с основной железнодорожной сетью. Часто такие дороги действуют только летом, при этом плата за проезд может быть довольно высокой, так как дорога не просто исполняет транспортные функции, а скорее является аттракционом или музеем под открытым небом с действующими экспонатами. Однако в 1990-х и 2000-х годах некоторые исторические железные дороги начали действовать круглый год, выполняя функцию полноценного общественного транспорта. Хорошим примером такой дороги может служить Валлийская нагорная железная дорога, которая действует круглый год, перевозя как туристов, так и местных жителей.
Как правило, исторические железные дороги используют паровозы и архаичные вагоны, чтобы воссоздать атмосферу эпохи паровозов, однако некоторые воссоздают более поздние исторические периоды, используя тепловозы и электровозы.
Инфраструктура таких железных дорог соответствует подвижному составу: это механические семафоры, ручные стрелки, обслуживаемые вручную переезды.

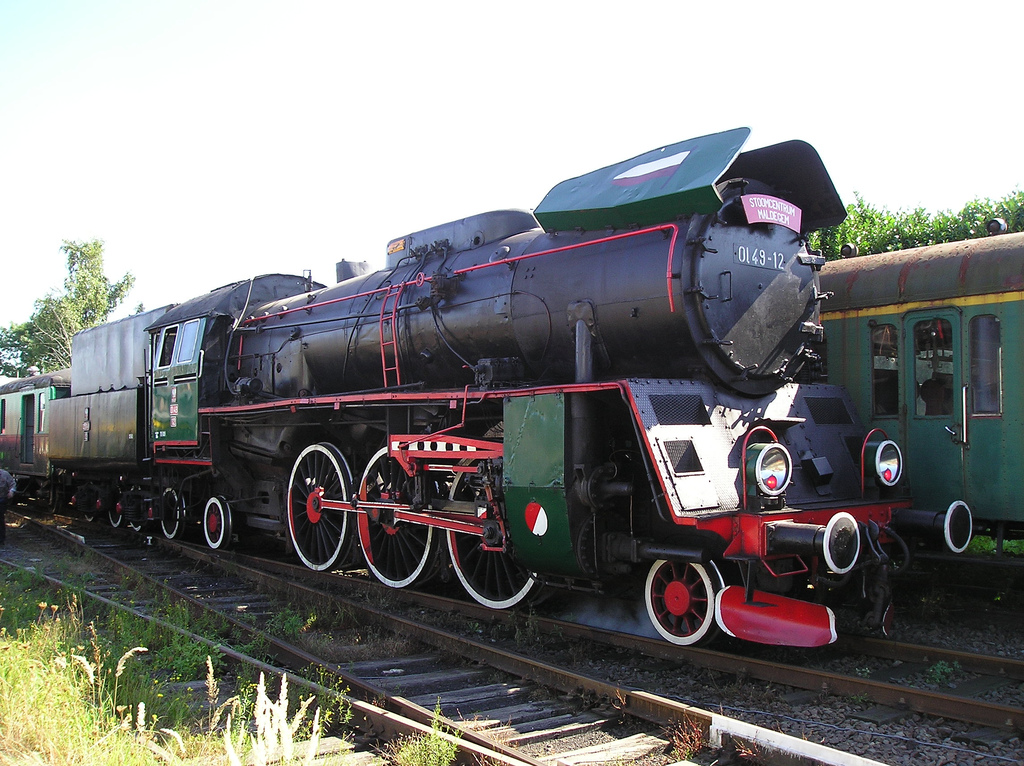
Паровоз Ol49-12 польских железных дорог, ныне принадлежащий исторической железной дороге в Малдегеме, Бельгия. Фотография снята на исторической железной дороге в Дендермонде, где этот паровоз был в гостях

В связи с ростом популярности исторических железных дорог в Европе возник дефицит работоспособных паровозов, поэтому многие дороги используют подвижной состав, который зачастую никогда ранее не использовался на этой железнодорожный линии. Например, историческая железная дорога в Малдегеме (Бельгия) использует паровоз, который им удалось приобрести в Польше. Такие паровозы никогда не использовались в Бельгии.
Длина исторических железных дорог редко превышает двадцать километров, а у узкоколейных дорог она может ограничиваться всего одним километром.
Исторические железные дороги могут иметь разную ширину колеи. В то время как исторические железные дороги со стандартной шириной колеи (1435 мм) — это практически всегда линии, прежде бывшие в коммерческой эксплуатации и сохранившиеся с тех пор, некоторые узкоколейные исторические железные дороги были проложены силами самих любителей на трассе разобранных железных дорог, или даже там, где железной дороги раньше не было. Некоторые исторические железные дороги имеют и узкоколейные, и стандартные линии.

## История

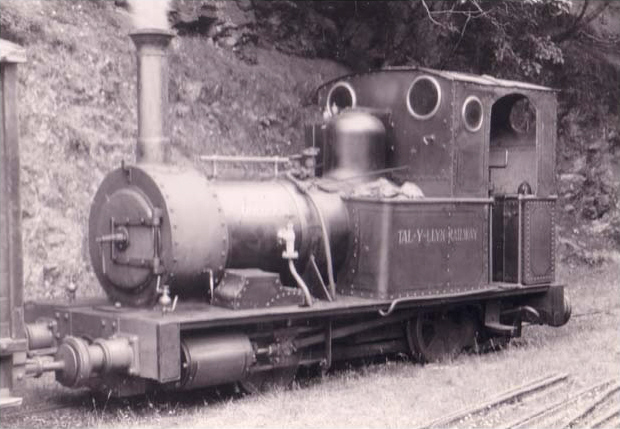
Паровоз Талиллинской железной дороги в 1953 году

Первой железной дорогой, которая действовала на общественных началах и обслуживалась исключительно добровольцами, была Талиллинская железная дорога в Уэльсе. После того, как в 1947 году скончался хозяин этой частной узкоколейки, стало ясно, что скоро эта дорога прекратит существование, так как её эксплуатация была нерентабельна. Однако группа любителей железных дорог из Бирмингема выдвинула идею продолжать эксплуатацию этой железной дороги силами самих любителей. Это решение было принято на состоявшемся 11 октября 1950 года собрании бирмингемского клуба любителей железных дорог, лидером которого был Lionel Thomas Caswall Rolt.
Первоначально идея любительской железной дороги не вызвала энтузиазма у властей, которые сомневались, что не являющиеся профессиональными железнодорожниками люди смогут обеспечить безопасное функционирование железной дороги. Однако благодаря настойчивости любителей им удалось получить разрешение, и уже летом следующего года первая в мире любительская историческая железная дорога начала перевозить пассажиров.
В 1960-х годах Британские железные дороги начали кампанию по закрытию малоиспользуемых железнодорожных линий (известную как Beeching Axe). Одновременно началось массовое списание паровозов. У любителей появилась возможность сохранить частицу уходящей эпохи, используя списанные паровозы на выведенных из коммерческой эксплуатации железнодорожных ветках.
Первыми этой возможностью воспользовались любители из Сассекса, которые в 1960 году стали эксплуатировать в музейном режиме железную дорогу Bluebell Railway.
Первой исторической железной дорогой за пределами Великобритании стала в середине 1950-х годов Puffing Billy Railway в Австралии. Эта дорога имеет 24 км в длину, большая часть подвижного состава относится к концу XIX века.
В 1960-х — 70-х исторические железные дороги стали появляться в континентальной Европе, а также в США, Австралии и Новой Зеландии. В начале XXI века только в Великобритании имеется больше сотни таких железных дорог.

## Распространение

### Россия и СНГ

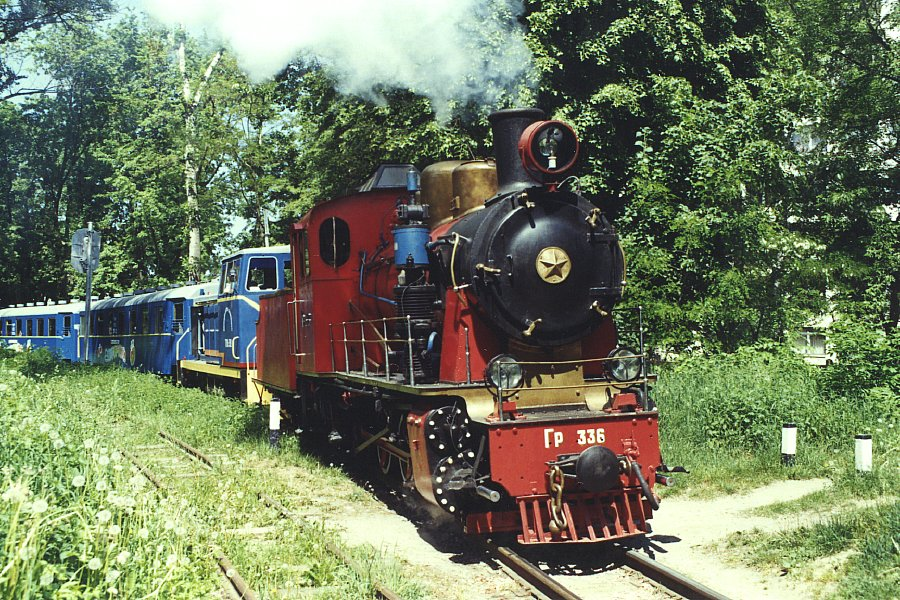
Паровоз Гр-336 на Киевской детской железной дороге

В 1991 в России открылся Переславский железнодорожный музей. Первоначально поездки на ретро-поездах осуществлялись по заявкам организованных групп, с 2002 года проводились паровозные фестивали для широкого круга посетителей. Позже музей сконцентрировал свои усилия исключительно на экспозиционной деятельности и отказался от ретро-туров, разобрав большую часть пути.
В разные годы предпринимались попытки организовать движение экскурсионных поездов на действующих железных дорогах России, например, на Алапаевской узкоколейной железной дороге и Кругобайкальской железной дороге.
К историческим железным дорогам можно отнести детские железные дороги России и СНГ, особенно те, которые эксплуатируют тепловозы ТУ2 и паровозы.
С 2007 года после торжественного открытия на станции «Москва-Смоленская» компания РЖД-Тур начала регулярное летнее движение ретро-поезда «Транссибирский экспресс»). Часть пути состав тянет специально отреставрированный паровоз П-36.
С 2006 года регулярные ретро-поездки стали частью жизни Московской железной дороги.
- Паровозная прогулка выходного дня от станции Москва-Рижская до станции Подмосковная (остановочный пункт Красный Балтиец). Рядом со зданием вокзала под открытым небом расположен Музей железнодорожной техники, где в полдень проводится групповая бесплатная экскурсия, затем отправляется паровоз. По прибытии экскурсантов ведут к поворотному кругу, где паровоз разворачивают. Затем дозволяется подняться на паровоз. Также перед экскурсией можно посетить выставочный центр в здании Рижского вокзала, где находятся настоящие модели железнодорожной техники и их уменьшенные макетные копии.
- Туристический маршрут Киевский вокзал — МКМЖД (с остановкой на станции Белокаменная) — Рижский вокзал.
- Москва (Казанский вокзал) — Рязань I, с обзорной экскурсией по городам следования.
- В День железнодорожника на Экспериментальном кольце ВНИИЖТ в городе Щербинка нередко устраивается «ретропрогулка». В отдельные годы, «наперегонки» с паровозом по кольцу ездил электропоезд Ср3-1668.
- В День Победы с Киевского вокзала до Поклонной горы (станция «Москва-Сортировочная-Киевская») отправляется праздничный ретропоезд.

### Европа

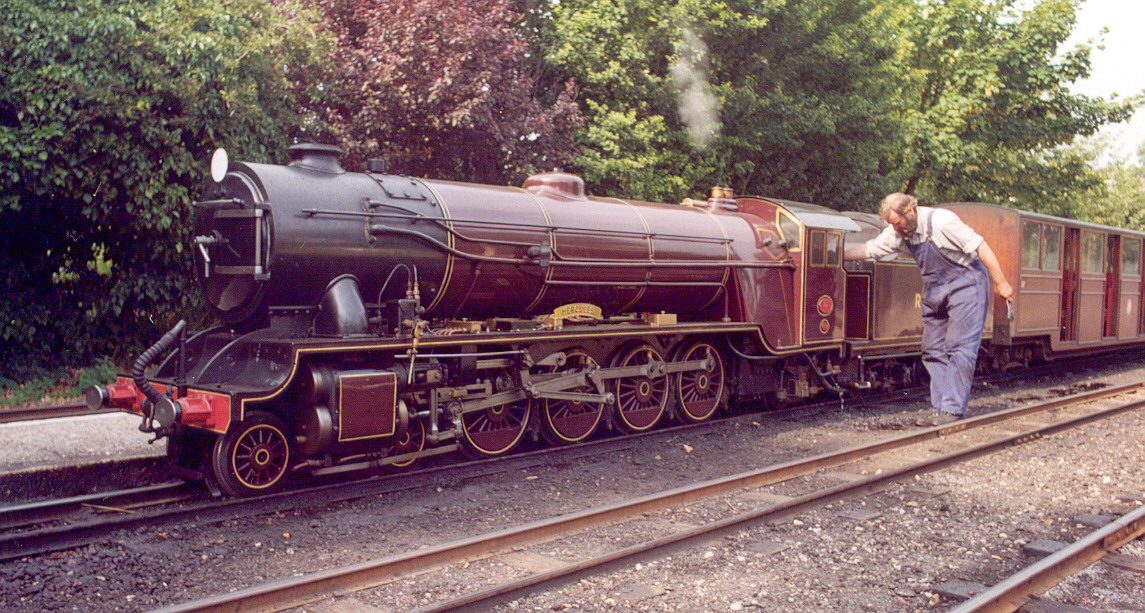
Паровоз на миниатюрной железной дороге Romney, Hythe and Dymchurch Railway

Самая богатая историческими железными дорогами страна — Великобритания. По состоянию на 2006 год здесь действует около 140 таких дорог. Также в стране имеется несколько десятков так называемых миниатюрных железных дорог — туристических железных дорог с очень узкой шириной колеи (например 380 мм на дороге Romney, Hythe & Dymchurch Railway). Подвижной состав таких дорог — это обычно масштабные копии подвижного состава полноразмерных железных дорог. Интересно, что даже среди таких «лилипутских» дорог есть дороги, выполняющие функции общественного транспорта. Например Romney, Hythe & Dymchurch Railway перевозит местных жителей. Специальный поезд предоставляется для перевозки школьников.

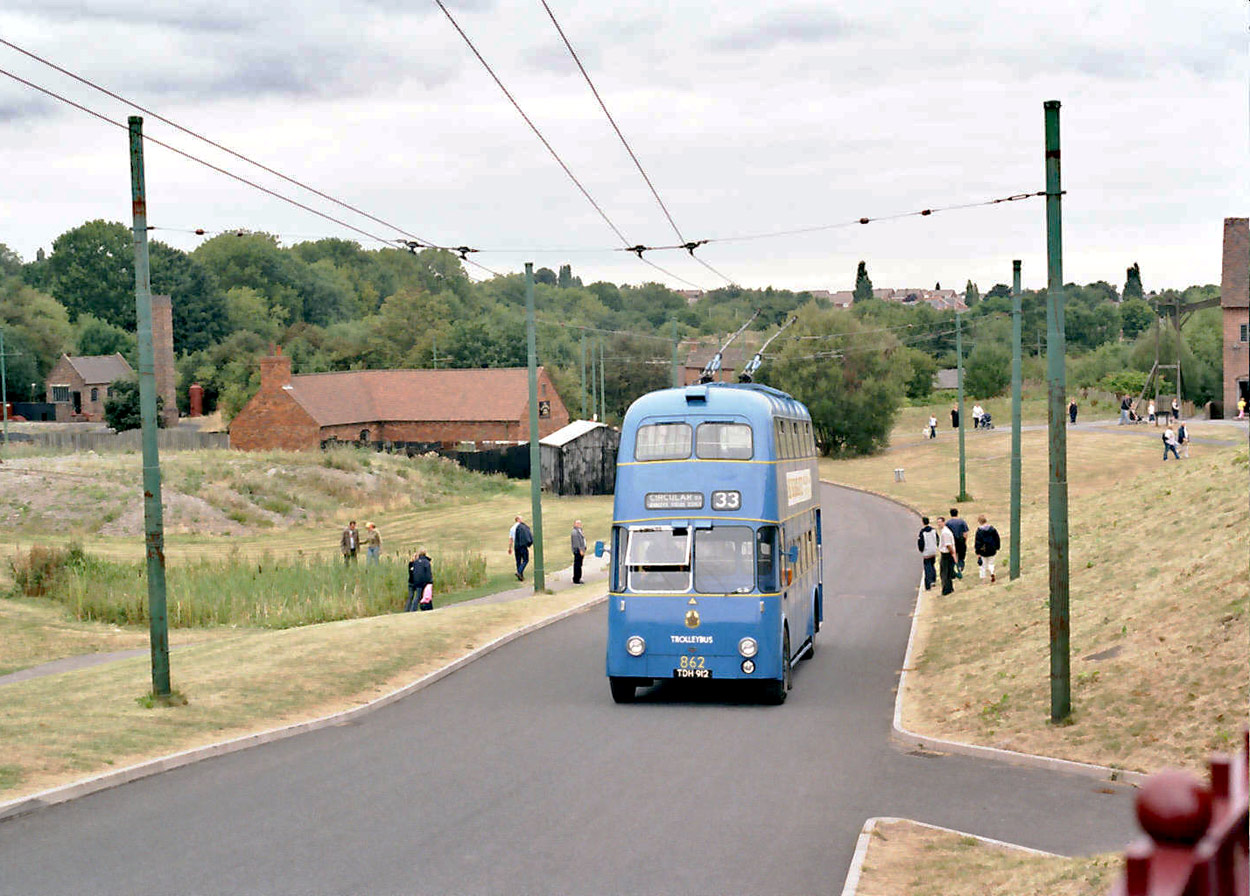
Двухэтажный троллейбус на уникальной в своём роде троллейбусной исторической линии в музее под открытым небом Black Country Living Museum, Великобритания

В Великобритании есть также несколько туристических трамвайных линий и даже одна туристическая троллейбусная линия.
Ни одна из стран континентальной Европы не может похвастаться таким количеством исторических железных дорог, как Великобритания. Однако почти в каждой стране такие дороги есть. Одна историческая железная дорога есть даже в маленьком Люксембурге. В соседних Нидерландах имеется около десяти таких дорог. В музее под открытым небом в Арнеме, где на довольно большой площади демонстрируется сельская архитектура, для удобства посетителей была проложена трамвайная линия, на которой используются старые трамваи из Роттердама.
В Германии имеется более ста исторических железных дорог. Также в этой стране сохранились эксплуатируемые в коммерческом режиме железные дороги, на которых до сих пор используется паровая тяга. Хороший пример — узкоколейная (900 мм) дорога Mollibahn в Померании. До 1995 года она эксплуатировалась Германскими железными дорогами. При этом она как бы выпала из программы модернизации, так как всё это время на ней сохранялась паровая тяга. С 1995 эта дорога эксплуатируется частной компанией. Теперь вопрос о модернизации уже не ставится, так как благодаря своей архаичности дорога привлекает многих туристов — любителей истории железных дорог. Однако основная функция этой дороги — предоставление местным жителям услуг общественного транспорта.
В Дании есть несколько клубов, реконструирующих старинные поезда. Некоторые из них даже используют для своей деятельности обычные железные дороги. Например, в летний период по средам и выходным дням исторический поезд наряду с обычными поездами курсирует по железной дороге между Копенгагеном и Хельсингёром.
В Восточной Европе исторических железных дорог меньше, и принадлежат они обычно не любительским обществам, а государственным музеям. Так, в Сербии работает так называемая «Шарганская восьмёрка», историческая железная дорога для туристов, проходящая по живописному горному маршруту между деревней Мокра-Гора и Шарганским перевалом.

### Англоязычные страны

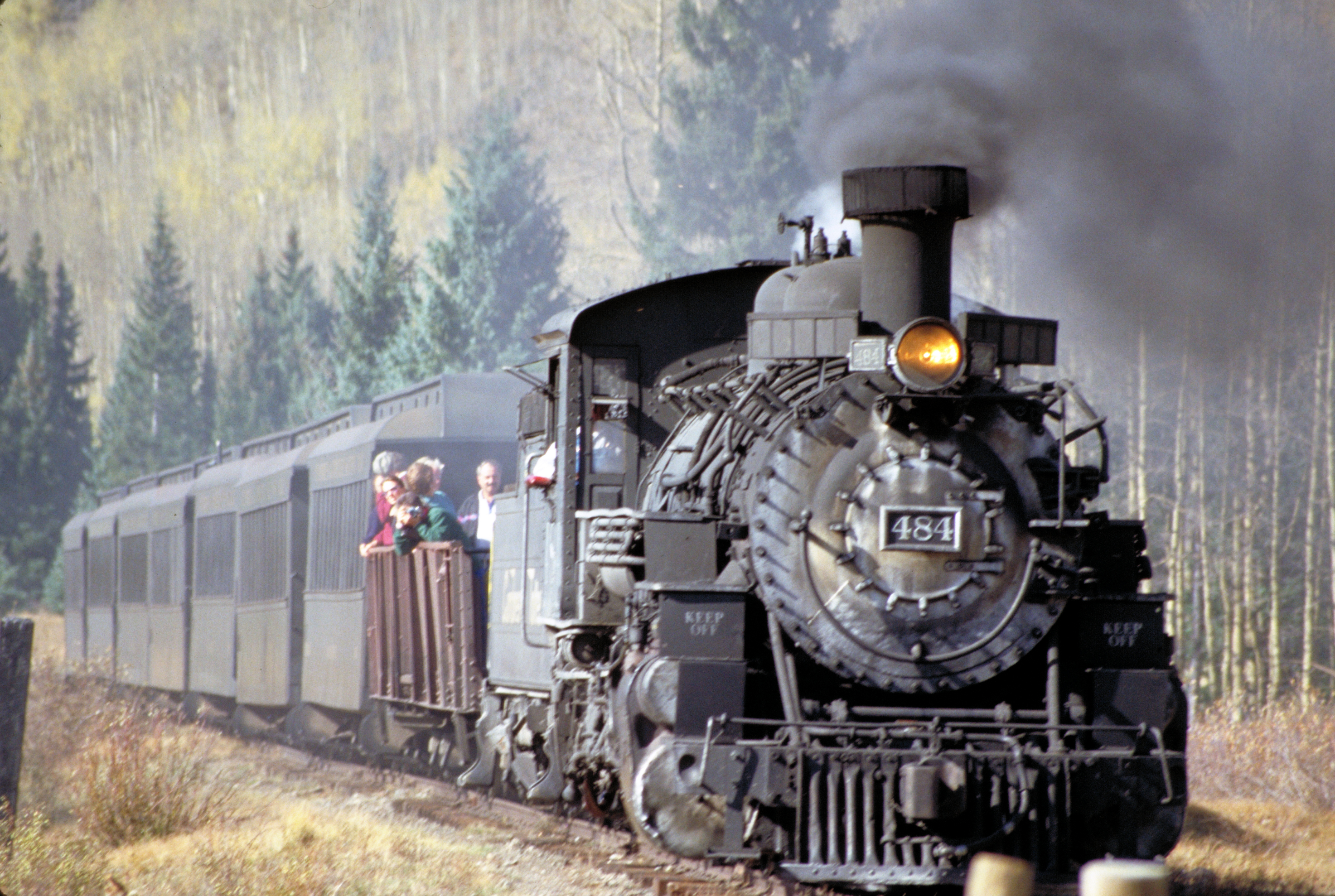
Поезд Cumbres & Toltec Scenic Railroad

В США есть около 150 исторических железных дорог и трамваев, расположенных в 41 штате. Исторические железные дороги есть даже на Аляске и на Гавайях. Подвижной состав исторических железных дорог США очень разнообразен — от точной копии первого американского паровоза Tom Thumb (1830 год, копия построена в 1930 году ко столетнему юбилею) до тепловозов и электровозов, которые ещё недавно находились в коммерческой эксплуатации. В конце 1980-х годов по заказу туристической дороги Boone and Scenic Valley Railroad в Китае было построено два новых паровоза типа JS.
Хотя большинство исторических железных дорог США имеют стандартную ширину колеи, есть среди них и узкоколейные. Популярностью пользуются расположенные в Колорадо дороги Durango and Silverton Narrow Gauge Railroad и Cumbres and Toltec Scenic Railroad (ширина колеи обеих — 914 мм или три фута). На дороге Cumbres and Toltec Scenic Railroad снимались некоторые эпизоды фильма Индиана Джонс и последний крестовый поход.

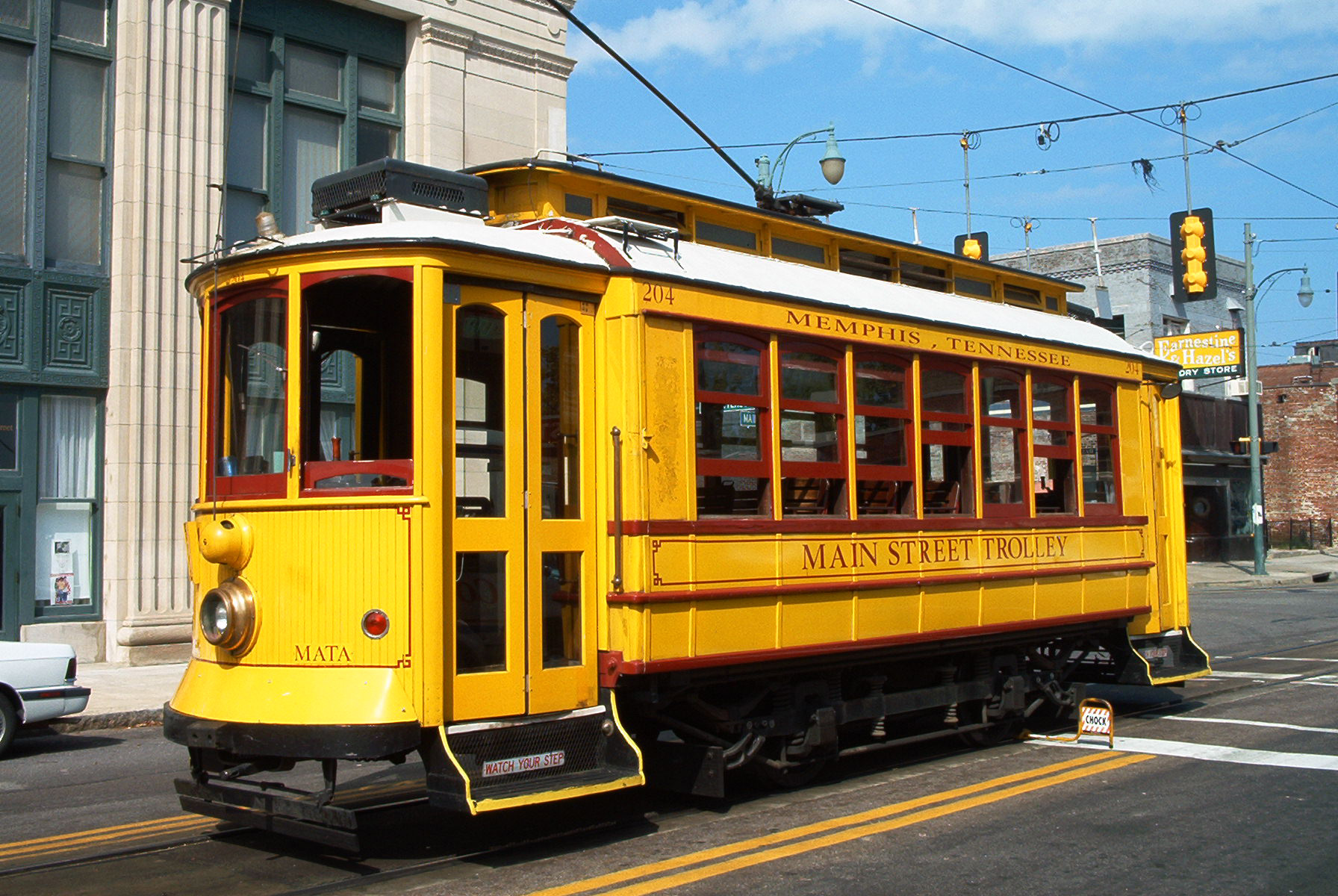
Исторический трамвай в Мемфисе, Теннесси

В конце XX — начале XXI века в США стали популярны так называемые исторические трамваи (heritage streetcars). В отличие от Европы, где линии исторических трамваев являются обычно остатками прекративших своё существование трамвайных хозяйств (например, от первой трамвайной сети Барселоны осталась только одна линия, где теперь ходит туристический «синий трамвай»), в США линии исторического трамвая строятся заново, иногда даже там, где раньше трамваев не было. Считается, что такие трамваи оживляют центр города, а также помогают привлечь туристов и любителей шопинга (нередко туристический трамвай прокладывают вдоль торговых улиц). Нередко туристический трамвай рассматривают как дешёвую альтернативу современным трамвайным системам. По состоянию на 2006 год исторический трамвай имеется более чем в двадцати городах США, во многих других городах такие линии строятся. Исторические трамваи США чаще всего эксплуатируются на коммерческой основе, то есть с целью дохода, а не только из любви к истории.

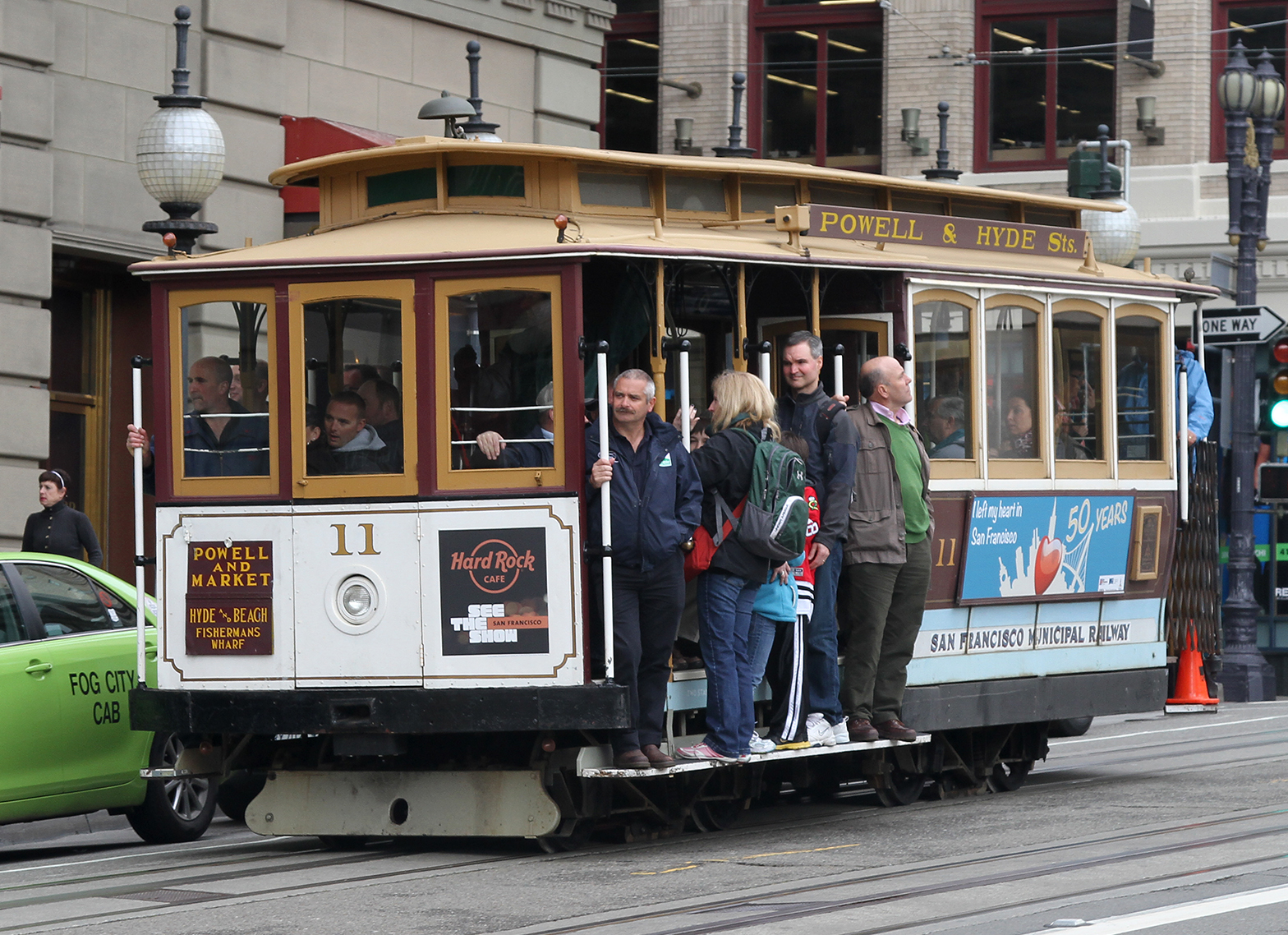
Канатный трамвай в Сан-Франциско

Сан-Франциско славится своей уникальной системой трамваев на канатной тяге. Также в этом городе есть один исторический маршрут электрического трамвая, где ходят легендарные PCC и другие старые трамваи (на других трамвайных маршрутах этого города используются современные трамваи).
В Канаде есть двадцать исторических железных дорог.
Популярны исторические железные дороги и трамваи в Новой Зеландии. По состоянию на 2006 год в Новой Зеландии действует около шестидесяти исторических железных дорог и трамваев.
В Австралии есть сорок исторических железных дорог и трамваев. Именно здесь была открыта первая историческая железная дорога вне Великобритании.

### В других странах
В других странах исторические железные дороги менее популярны. Связано это с меньшим распространением железных дорог, бедностью, а также тем, что железные дороги некоторых стран и так являются действующими музеями. Например на Кубе до сих пор используется большое количество паровозов производства США, многие из которых были выпущены ещё в конце XIX века, но связано это не с особой любовью кубинцев к железнодорожной истории, а с торговым эмбарго, наложенным на Кубу США после прихода на Кубе к власти коммунистов в 1959 году.

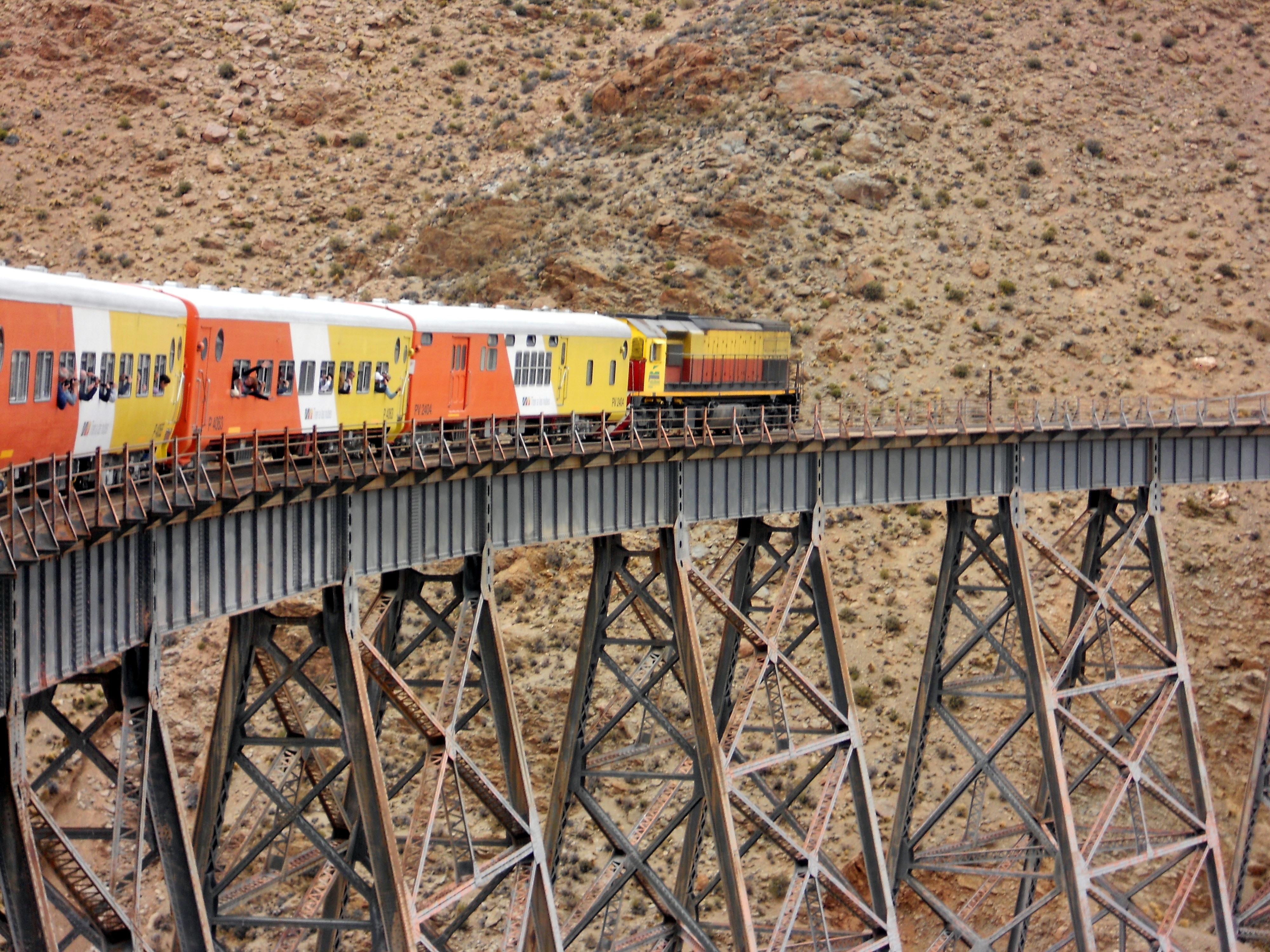
Исторические железные дороги есть в Аргентине

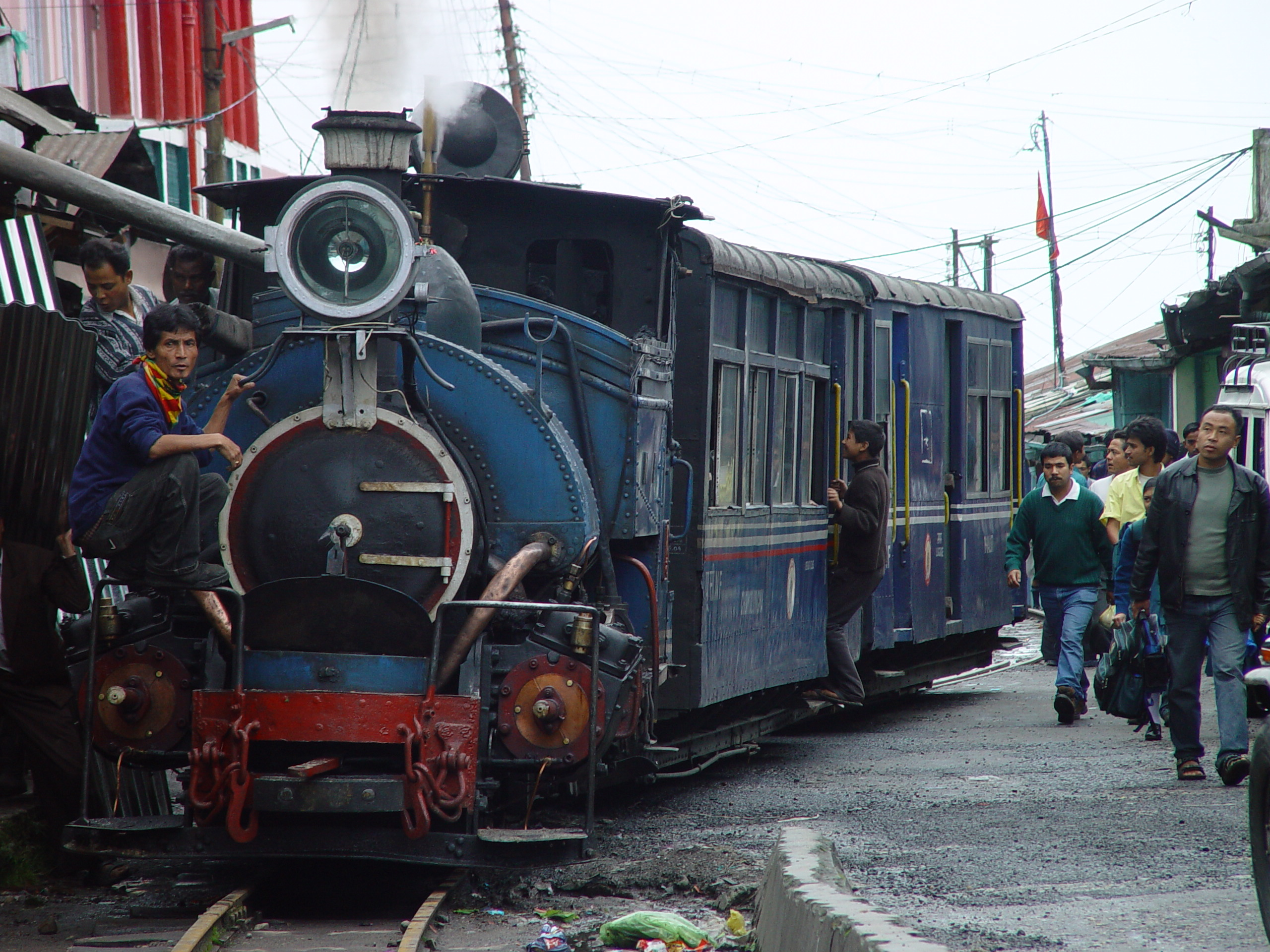
Поезд Darjeeling Himalayan Railway прибывает в Дарджилинг

Исторические железные дороги есть в Аргентине (Поезд на краю света), Чили (Tren del Vino), Мексике, Индии, Южной Африке.
В индийском штате Западная Бенгалия расположена уникальная высокогорная узкоколейная (ширина колеи — 600 мм) Дарджилингская железная дорога (строилась в 1879 по 1881 год). Эта дорога имеет длину в 86 км, конечная станция Силигури расположена на высоте 100 метров, другая конечная станция, Дарджилинг — на высоте 2200 метров. Эта дорога эксплуатируется индийскими железными дорогами. На ней до сих пор используются только паровозы. Хотя основные клиенты железной дороги — местные жители, в последние годы[когда?] она привлекает всё больше туристов. Уникальность этой железной дороги была признана ЮНЕСКО, которая внесла её в список Всемирного наследия Индии.